# Bertus van de Biezenbos
Lubbertus (Bertus) van de Biezenbos (Amersfoort, 28 april 1930) is een voormalig Nederlands voetballer die zijn hele carrière, van 1947 tot 1962, uitkwam voor HVC.

## Loopbaan

### Beginjaren
Als tienjarige meldde hij zich met zijn jeugdvriend Siem Sleeking aan bij HVC. Samen doorliepen ze de junioren en ze maakten op zestienjarige leeftijd tegelijkertijd hun competitiedebuut in het eerste elftal op 27 april 1947. Van de Biezenbos was zoals vrijwel alle leden afkomstig uit Soesterkwartier, de wijk waarin sportcomplex Birkhoven van HVC lag. 
Vanaf het begin van het seizoen 1947/48 kreeg hij een vaste plek in het eerste elftal als stopperspil. HVC was in die periode een middenmoter in de Tweede klasse.

### Jeugdinterland
Van den Biezenbos viel als zeventienjarige op in zijn debuutjaar bij de senioren en hij werd geselecteerd voor het nieuw opgezette Nederlands jeugdelftal 16–18 jaar. Het jongste Nederlandse jeugdteam zou in april 1948 deelnemen aan het Europees kampioenschap in Engeland. Het was de eerste editie van het EK, officieel FIFA Jeugdtoernooi, voor deze leeftijdcategorie.
Van de Biezenbos speelde in Engeland een officiële interland. Hij begon het toernooi als reservespeler in de kwart- en halve finale. Hij stond op 17 april 1948 wel aan de aftrap van de finale in stadion White Hart Lane in Londen. Nederland verloor de eindstrijd tegen het Engelse jeugdteam met 3-2.

### Kampioen
HVC werd kampioen in het seizoen 1950/51 in de Tweede klasse A en moest promotiewedstrijden spelen tegen Elinkwijk. Voor 20.000 toeschouwers op een volgepakt sportpark Birkhoven verloor HVC op 6 mei 1951 het eerste duel met 0-1. HVC liep promotie mis want Elinkwijk maakte een week later voor eigen publiek de sprong naar de Eerste klasse (3-2).
Van den Biezenbos vervulde tijdens het seizoen 1951/52 zijn militaire dienstplicht en miste soms een wedstrijd vanwege een oefening in Duitsland. Hij kwam in die periode ook uit voor het militair elftal.

### Promotie
In het seizoen 1953/54 greep HVC opnieuw het kampioenschap in de Tweede klasse. De Amersfoortse club won zestien van de achttien competitieduels. HVC leunde op een solide defensie met doelman Henk Brits, de backs Henk Malestein en Jan Zwartkruis, de latere bondscoach, en stopper Van de Biezenbos die dat seizoen geen enkel duel miste. In de nacompetitie rekende HVC af met Fluks en West Frisia en promoveerde naar de hoogste klasse.
Bij de komst van het beroepsvoetbal in 1954 van de ‘wilde’ bond NBVB, toonde de nieuwe profclub BVC Utrecht belangstelling voor Van de Biezenbos en Sleeking. Beiden bleven bij HVC dat in november 1954 de overstap maakte van amateurvereniging naar profclub. Na de fusie van de KNVB en NBVB ging op 28 november 1954 een nieuwe competitie van start. 

### Bekersucces
Van de Biezenbos verraste met HVC als Eerstedivisieclub in twee jaargangen in het bekertoernooi. In het seizoen 1956/57 bereikten de Amersfoorters de halve finale waarin Feijenoord op 10 juni 1957 veel te sterk was (8-1). In het seizoen 1960/61 schakelde HVC drie Eredivisieclubs op rij uit. Na de stunt tegen Feijenoord (4-1 zege) sneuvelde ook Sparta (3-1). In de kwartfinale op 1 juni 1961 moest VVV in de verlenging het hoofd buigen door de winnende treffer van Henk Wery (3-2). Een week later in de halve finale strandde HVC tegen NAC dat met 3-0 won.

### Afscheid
Hij speelde zijn laatste wedstrijd op 29 oktober 1961. Vanwege een blessure kwam hij dat seizoen niet meer in actie en stopte op 32-jarige leeftijd als profvoetballer. HVC nam afscheid met een huldiging in november 1963.
Van de Biezenbos was van beroep gereedschapsmaker bij een metaalbedrijf. Hij bleef bij HVC betrokken als elftalleider, bestuurslid van de veteranenafdeling en hij was twaalf jaar kantinebeheerder op sportpark Birkhoven. Hij werd in 1980 benoemd tot erelid.
Na de verhuizing van HVC in 1989 naar het nieuwe sportpark Zielhorst aan de andere kant van de stad, verloor hij de binding met de club.

## Clubstatistieken
| Seizoen | Club   | Land      | Competitie                   | Competitie | Competitie | Beker | Beker | Internationaal | Internationaal | Overig | Overig | Totaal | Totaal |
| Seizoen | Club   | Land      | Competitie                   | Wed.       | Dlp.       | Wed.  | Dlp.  | Wed.           | Dlp.           | Wed.   | Dlp.   | Wed.   | Dlp    |
| ------- | ------ | --------- | ---------------------------- | ---------- | ---------- | ----- | ----- | -------------- | -------------- | ------ | ------ | ------ | ------ |
| 1946/47 | HVC    | Nederland | Tweede klasse A West I       | 1          | 0          | –     | –     | 0              | 0              | 0      | 0      | 1      | 0      |
| 1947/48 | HVC    | Nederland | Tweede klasse B West I       | 20         | 1          | –     | –     | 0              | 0              | 0      | 0      | 20     | 1      |
| 1948/49 | HVC    | Nederland | Tweede klasse A West I       | 19         | 0          | –     | –     | 0              | 0              | 0      | 0      | 19     | 0      |
| 1949/50 | HVC    | Nederland | Tweede klasse A West I       | 15         | 3          | –     | –     | 0              | 0              | 0      | 0      | 15     | 3      |
| 1950/51 | HVC    | Nederland | Tweede klasse A West I       | 18         | 0          | –     | –     | 0              | 0              | 2      | 0      | 20     | 0      |
| 1951/52 | HVC    | Nederland | Tweede klasse A West I       | 19         | 0          | –     | –     | 0              | 0              | 0      | 0      | 19     | 0      |
| 1952/53 | HVC    | Nederland | Tweede klasse B West I       | 20         | 0          | –     | –     | 0              | 0              | 0      | 0      | 20     | 0      |
| 1953/54 | HVC    | Nederland | Tweede klasse B West I       | 18         | 1          | –     | –     | 0              | 0              | 4      | 0      | 22     | 1      |
| 1954/55 | HVC    | Nederland | Eerste klasse A (afgebroken) | 9          | 0          | –     | –     | 0              | 0              | 0      | 0      | 9      | 0      |
| 1954/55 | HVC    | Nederland | Eerste klasse D              | 26         | 0          | –     | –     | 0              | 0              | 0      | 0      | 26     | 0      |
| 1955/56 | HVC    | Nederland | Hoofdklasse A                | 34         | 3          | –     | –     | 0              | 0              | 0      | 0      | 34     | 3      |
| 1956/57 | HVC    | Nederland | Eerste divisie A             | 29         | 0          | 6     | 0     | 0              | 0              | 0      | 0      | 35     | 0      |
| 1957/58 | HVC.   | Nederland | Eerste divisie A             | 30         | 2          | 4     | 0     | 0              | 0              | 0      | 0      | 34     | 2      |
| 1958/59 | HVC    | Nederland | Eerste divisie B             | 28         | 1          | 3     | 0     | 0              | 0              | 0      | 0      | 31     | 1      |
| 1959/60 | HVC    | Nederland | Eerste divisie A             | 26         | 1          | –     | –     | 0              | 0              | 0      | 0      | 26     | 1      |
| 1960/61 | HVC    | Nederland | Eerste divisie A             | 30         | 0          | 6     | 0     | 0              | 0              | 0      | 0      | 36     | 0      |
| 1961/62 | HVC    | Nederland | Eerste divisie B             | 10         | 0          | 0     | 0     | 0              | 0              | 0      | 0      | 10     | 0      |
| Totaal  | Totaal | Totaal    | Totaal                       | 352        | 12         | 19    | 0     | 0              | 0              | 6      | 0      | 377    | 12     |